# بيتو أورتيز
بيتو أورتيز (بالإسبانية: Beto Ortiz Pasco Caviedes)‏ هو صحفي بيروفي، ولد في 23 فبراير 1968 في ليما في بيرو.